# Debar
Debar (Macedonisch: Дебар; Albanees: Dibër, bepaalde vorm Dibra) is een stad en gemeente in het uiterste westen van Noord-Macedonië. De stad bevindt zich op zo'n 625 meter boven zeeniveau boven een stuwmeer in de Zwarte Drin. De gemeente telt 14 561 inwoners.

## Bevolking
De bevolking van Debar bestaat voor 62.5% uit etnische Albanezen, 21% Macedoniërs, 13% zigeuners en 3.5% overige nationaliteiten, waaronder Turken.

## Geschiedenis
De eerste gegevens over de stad dateren van Ptolemeïsche kaarten uit de tweede eeuw, onder de naam "Deborus". In de elfde eeuw zou de stad toebehoord hebben aan het bisdom van de bisschop van Bitola, volgens de documenten van Vasilius II.
In 1449 viel Debar onder de Turken, en werd het Dibri of Debra genoemd. In de 15e eeuw stond de stad bekend als een stad van rebellen tegen de Turkse sultan, maar ondertussen ook om de rijkdom van de vele Turken die er woonden. Debar werd in die tijd een belangrijk centrum met een sterk ontwikkeld ambachts- en handelscentrum. Sommige huizen uit die tijd zijn thans nog bewaard gebleven.
Aan het eind van de 19e eeuw heeft de stad 15.500 inwoners, maar de Eerste Wereldoorlog doet dit aantal dalen.
In 1967 lijdt de stad onder een aardbeving, en moet veel van de stad herbouwd worden1.